# Krisztián Bártfai
Krisztián Bártfai (Vác, 16 de julio de 1974) es un deportista húngaro que compitió en piragüismo en la modalidad de aguas tranquilas.
Participó en tres Juegos Olímpicos de Verano entre los años 1992 y 2000, obteniendo una medalla de bronce en la edición de Sídney 2000 en la prueba de K2 1000 m. Ganó diez medallas en el Campeonato Mundial de Piragüismo entre los años 1995 y 2001, y tres medallas en el Campeonato Europeo de Piragüismo en los años 2000 y 2001.

## Palmarés internacional
| Juegos Olímpicos   | Juegos Olímpicos     | Juegos Olímpicos  | Juegos Olímpicos |
| Año                | Lugar                | Medalla           | Evento           |
| ------------------ | -------------------- | ----------------- | ---------------- |
| 2000               | Sídney (Australia)   | Medalla de bronce | K2 1000 m        |
| Campeonato Mundial |                      |                   |                  |
| Año                | Lugar                | Medalla           | Evento           |
| 1995               | Duisburgo (Alemania) | Medalla de bronce | K2 200 m         |
| 1995               | Duisburgo (Alemania) | Medalla de plata  | K2 500 m         |
| 1995               | Duisburgo (Alemania) | Medalla de oro    | K4 200 m         |
| 1995               | Duisburgo (Alemania) | Medalla de plata  | K4 1000 m        |
| 1997               | Dartmouth (Canadá)   | Medalla de bronce | K2 500 m         |
| 1997               | Dartmouth (Canadá)   | Medalla de plata  | K4 200 m         |
| 1998               | Szeged (Hungría)     | Medalla de bronce | K2 500 m         |
| 1998               | Szeged (Hungría)     | Medalla de plata  | K4 500 m         |
| 1998               | Szeged (Hungría)     | Medalla de plata  | K4 1000 m        |
| 2001               | Poznań (Polonia)     | Medalla de plata  | K2 1000 m        |
| Campeonato Europeo |                      |                   |                  |
| Año                | Lugar                | Medalla           | Evento           |
| 2000               | Poznań (Polonia)     | Medalla de plata  | K2 1000 m        |
| 2001               | Milán (Italia)       | Medalla de plata  | K2 500 m         |
| 2001               | Milán (Italia)       | Medalla de plata  | K2 1000 m        |